# Synodontis ouemeensis
Synodontis ouemeensis е вид лъчеперка от семейство Mochokidae.

## Разпространение
Видът е разпространен в Бенин, Нигерия и Того.